# 我和我母親
《我和我母親》，是一部描寫林美麗師姐的真實人生電視劇，由向娃、吳皓昇、林若亞、田家達、梅芳、尹昭德、林乃華、龍天翔、洪瑞霞、何璦芸、高群、王書喬、段可風、張以琳、吳佩凌、邱子芯、傅顯捷、鄧筠庭主演。2014年10月26日於三重空軍一村開鏡，2016年7月6日舉辦記者會，2016年7月8日起於大愛電視20:00首播，中天娛樂台則於當天21:00播出。

## 播出時間
以下時間以當地時間（台灣時間）為準

### 首播
| 頻道                            | 所在地 | 播映日期                    | 播出時間                                      |
| ------------------------------- | ------ | --------------------------- | --------------------------------------------- |
| 大愛電視台 （數位頻道同步播出） | 台灣   | 2016年7月8日－2016年8月13日 | 20:00-20:45播出（無廣告）                     |
| 大愛海外台 （數位頻道同步播出） | 台灣   | 2016年7月8日－2016年8月13日 | 20:00-20:45播出（無廣告）                     |
| 中天娛樂台                      | 台灣   | 2016年7月8日－2016年8月13日 | 21:00-22:00播出 8月2日起改為 22:00－23:00播出 |

### 重播
| 頻道                            | 所在地 | 播映日期                    | 播出時間                                |
| ------------------------------- | ------ | --------------------------- | --------------------------------------- |
| 大愛電視台 （數位頻道同步播出） | 台灣   | 2016年7月8日－2016年8月13日 | 23:30-00:19播出                         |
| 大愛電視台 （數位頻道同步播出） | 台灣   | 2016年7月9日－2016年8月14日 | 3:00-3:49播出 16:00-16:49播出（無廣告） |
| 大愛海外台 （數位頻道同步播出） | 台灣   | 2016年7月8日－2016年8月13日 | 2:00-3:00播出                           |
| 大愛海外台 （數位頻道同步播出） | 台灣   | 2016年7月9日－2016年8月14日 | 9:00-9:49播出 11:00-12:00播出（含廣告） |

### 大愛會客室

#### 首播
| 片名       | 頻道       | 播放日期                    | 播放時間        |
| ---------- | ---------- | --------------------------- | --------------- |
| 大愛會客室 | 大愛海外台 | 2016年7月8日－2016年8月13日 | 21:00-21:11播出 |
| 大愛會客室 | 大愛電視台 | 2016年7月8日－2016年8月13日 | 00:19-00:30播出 |
| 大愛會客室 | 大愛海外台 | 2016年7月8日－2016年8月13日 | 9:49-10:00播出  |

## 演員角色列表

### 主要角色
| 演員     | 角色   | 介紹                                                                             |
| （中年） | 林美麗 | 黃維崇的妻子，黃父、黃母的媳婦                                                   |
| 林若亞   | 林美麗 | 黃維崇的妻子，黃父、黃母的媳婦                                                   |
| 鄧筠庭   | 林美麗 | 黃維崇的妻子，黃父、黃母的媳婦                                                   |
| 田家達   | 黃維崇 | 林美麗的丈夫，榮祥、榮德的姊夫                                                   |
| 向娃     | 陳鶯玉 |                                                                                  |
| 吳皓昇   | 林阿文 |                                                                                  |
| 祝榮正   | 林榮祥 | 美麗的弟弟、榮德的哥哥，維崇的小舅子，與家人感情甚好。                           |
| 楊宸宥   | 林榮祥 | 美麗的弟弟、榮德的哥哥，維崇的小舅子，與家人感情甚好。                           |
| 陳奕賢   | 林榮德 | 美麗、榮祥的弟弟，維崇的小舅子，小時候因高燒不退，導致罹患小兒麻痺症，行動不便。 |

### 其他角色
| 演員          | 角色   | 介紹 |
| 龍天翔        | 黃父   | 黃維崇父親，林美麗的公公。 |
| 洪瑞霞        | 黃母   | 黃維崇母親，林美麗的婆婆。 |
| 林乃華        | 外婆   | 林美麗外婆，維崇的外孫女婿 |
| 尹昭德        | 林坤柱 | 林美麗老師。 |
| 何璦芸        | 美蘭   | |
| 傅顯濬        | 黃志偉 | |
| 宋昱德        | 黃志偉 | |
| 梅芳          | 鍾媽媽 | |
| 李東龍        | 馬沙   | 阿文、莫利的好友，與阿文、馬沙一同去雜草空地收別人錢，遭警方追逐，看見莫利投降後逃之夭夭。 |
| 吳柏瑢        | 莫利   | 阿文、馬沙的好友，與阿文、馬沙一同去雜草空地收別人錢，遭警方追逐，跑進河川裡後投降。 |
| 高群          | 鍾世卓 | 鍾媽媽的家人，鶯玉的老闆，對鶯玉一家像對待家人一樣。 |
| 唐密          | 楊碧雲 | 美麗讀高雄女中時的好朋友，兩人的心事都會互相分享，形成了兩人深厚的友誼。 |
| 王書喬        | 李愛珍 | 林美麗與黃維崇在工廠的同事，喜歡黃維崇，主動追求的行為成了同事們茶餘飯後的話題，但是黃維崇只把她當成同事朋友般對待。直到黃維崇坦白自己的心意時，才徹底死心。 |
| 吳沛寧        | 王金英 | 林美麗與黃維崇在工廠的同事。 |
| 王馨怡        | 陳巧玉 | 林美麗與黃維崇在工廠的同事。 |
| 呂俍慧        | 媒婆   | 黃父及黃母找的媒婆。 |
| 今子嫣        | 四姊   | |
| 洪便當        | 四姊夫 | |
| 邱子芯        | 李敏玉 | 黃維崇四姊夫公司的會計，十八歲，因黃維崇到四姊夫公司領料而認識，從此以後常藉領料之名和黃維崇約會。明知黃有家庭仍要當小三，並保證不爭名分。黃維崇為了方便見到她，不但把她引入自己公司，還想讓她住到家裡，因此與妻子失和，所幸姊夫從中介入，事件才得以平息，並恢復往常之生活。 |
| 陳品彰        | 謝宏俊 | |
| 陳慈鴻        | 黃志豪 | |
| 柯志融        | 黃志豪 | |
| 黃耀冬        | 黃志傑 | |
| 陳宏宇 (童星) | 黃志傑 | |
| 張以琳        | 劉惠美 | 偉偉的國小的補習班老師，帶領媽媽進入慈濟的人 |
| 潘奕如        | LiSa   | |
| 吳佩凌        | 簡麗香 | |
| 楊順發        | 黃崇欣 | |

1. 1 2 3  本劇角色在青年時期的演員
2. 1 2 3 4 5  本劇角色在幼年或童年時期的演員
3. 1 2  本劇角色在少年時期的演員

## 戲中歌曲
| 曲別   | 歌名       | 演唱者       | 作詞   | 作曲   | 編曲   | 製作人 | 和聲   | 播出日期                    | 集數          |
| 片頭曲 | 媽咪姊姊   | 向娃、鄧筠庭 | 吳嘉祥 | 吳嘉祥 | 吳嘉祥 | 吳嘉祥 | 謝文德 | 2016年7月8日－2016年8月13日 | 第1集－第40集 |
| 片尾曲 | 看袂到的線 | 秀蘭瑪雅     | 十方   | 泰元   | 戴維雄 | 曹俊鴻 |        | 2016年7月8日－2016年8月13日 | 第1集－第40集 |

## 大愛會客室名單
| 集數   | 日期          | 來賓                   |
| 第1集  | 2016年7月8日  | 龐宜安、許家石、向娃   |
| 第2集  | 2016年7月9日  | 林美麗、向娃、吳皓昇   |
| 第3集  | 2016年7月10日 | 許家石、向娃、吳皓昇   |
| 第4集  | 2016年7月11日 | 林美麗、向娃、林乃華   |
| 第5集  | 2016年7月12日 | 林美麗、許家石、何璦芸 |
| 第6集  | 2016年7月13日 | 林美麗、鄧筠庭         |
| 第7集  | 2016年7月14日 | 林美麗、林乃華         |
| 第8集  | 2016年7月15日 | 林美麗、林乃華、鄧筠庭 |
| 第9集  | 2016年7月16日 | 林美麗、林乃華、向娃   |
| 第10集 | 2016年7月17日 | 林美麗、許家石         |
| 第11集 | 2016年7月18日 | 林美麗、吳皓昇         |
| 第12集 | 2016年7月19日 | 林美麗、林若亞         |
| 第13集 | 2016年7月20日 | 林美麗、林若亞         |
| 第14集 | 2016年7月21日 | 林美麗                 |
| 第15集 | 2016年7月22日 | 林若亞、王湘瑩         |
| 第16集 | 2016年7月23日 | 林若亞、林美麗         |
| 第17集 | 2016年7月24日 | 許家石                 |
| 第18集 | 2016年7月25日 | 林美麗、王湘瑩         |
| 第19集 | 2016年7月26日 | 林美麗、林若亞、 向娃  |
| 第20集 | 2016年7月27日 | 林美麗、許家石         |
| 第21集 | 2016年7月28日 | 龐宜安、向娃、鄧筠庭   |
| 第22集 | 2016年7月29日 | 林美麗、吳皓昇、許家石 |
| 第23集 | 2016年7月30日 | 林美麗、黃美琴、吳松雄 |
| 第24集 | 2016年7月31日 | 林美麗、林若亞         |
| 第25集 | 2016年8月1日  | 林美麗、黃時琴、黃美琴 |
| 第26集 | 2016年8月2日  | 林美麗、林若亞、向娃   |
| 第27集 | 2016年8月3日  | 林美麗、林若亞         |
| 第28集 | 2016年8月4日  | 林美麗、黃志豪、黃志傑 |
| 第29集 | 2016年8月5日  | 林美麗、黃明琴、黃美琴 |
| 第30集 | 2016年8月6日  | 黃志豪、黃志傑         |
| 第31集 | 2016年8月7日  | 林美麗、劉惠美         |
| 第32集 | 2016年8月8日  | 林美麗、黃志偉、黃志豪 |
| 第33集 | 2016年8月9日  | 林美麗、洪金春、劉惠美 |
| 第34集 | 2016年8月10日 | 林美麗、黃志偉、劉惠美 |
| 第35集 | 2016年8月11日 | 林美麗、簡麗香         |
| 第36集 | 2016年8月12日 | 林美麗、簡麗香、黃崇欣 |
| 第37集 | 2016年8月13日 | 林美麗、劉琇釧、劉錫興 |

## 取景
- 桃園市私立光啟高級中學
- 桃園市立竹圍國民中學
- 國立高雄師範大學
- 宜蘭縣礁溪國小
- 臺北市萬華區老松國民小學

## 製作團隊
- 監製：龐宜安
- 導演：彭大衛
- 編審：陳穎君
- 總策劃：賈玉華
- 總籌：詩芃
- 片頭設計：張為德、朱福清
- 企劃：魏鳳萱、翁詩閔
- 顧問：林美麗
- 製作人：許家石、劉淑敏
- 大愛會客室主持人：李璧秀
- 編劇：車錢草
- 執行製作：許志清
- 副導演：許惟萍

## 外部連結
- 官方網站－大愛
- 官方网站－中天[永久]
- 大愛劇場的Facebook專頁

| 大愛電視 每週一至週日 20:00 - 20:49        | 大愛電視 每週一至週日 20:00 - 20:49           | 大愛電視 每週一至週日 20:00 - 20:49 |
| ------------------------------------------ | --------------------------------------------- | ----------------------------------- |
|                                            | 我和我母親 （2016年7月8日－2016年8月13日）    |                                     |
| 人生逆轉勝 （2016年6月15日－2016年7月7日） | 我家的方程式 （2016年8月14日－2016年9月22日） |                                     |

| 中天娛樂台 每週一至週日 21:00 - 22:00 8月2日起改為 22:00 - 23:00 | 中天娛樂台 每週一至週日 21:00 - 22:00 8月2日起改為 22:00 - 23:00 | 中天娛樂台 每週一至週日 21:00 - 22:00 8月2日起改為 22:00 - 23:00 |
| ---------------------------------------------------------------- | ---------------------------------------------------------------- | ---------------------------------------------------------------- |
|                                                                  | 我和我母親 （2016年7月8日－2016年8月13日）                       |                                                                  |
| 人生逆轉勝 （2016年6月15日－2016年7月7日）                       | 我家的方程式 （2016年8月14日－2016年9月22日）                    |                                                                  |